# Conflicto de Papúa
El conflicto de Papúa es una insurgencia étnica y separatista en contra de Indonesia, sobre todo en las provincias de Papúa y Papúa Occidental, en la isla de Nueva Guinea, en la que el gobierno indonesio ha sido acusado de realizar una campaña genocida contra los habitantes nativos papúes. Desde la retirada de los colonizadores neerlandeses en 1963, la implementación de la gobernanza de los colonizadores indonesios en ese mismo año y la absorción formal de Papúa en Indonesia en 1969, el Movimiento Papúa Libre (en indonesio: Organisasi Papua Merdeka, abreviado OPM) ha realizado campañas de bajo nivel de ataques contra puestos de avanzada del gobierno, empresas o la población civil. Partidarios del OPM han llevado a cabo diversas protestas y ceremonias de izamiento de la bandera separatista o de Papúa Nueva Guinea, y acusan al gobierno de Indonesia de violencia indiscriminada y de suprimir la libertad de expresión.
Más de 500,000 papúes han sido asesinados, y miles más han sido violados, torturados y encarcelados por el ejército indonesio desde 1969 y el estilo de gobierno indonesio ha sido comparado con el de un estado policial, suprimiendo la libertad de asociación política y expresión política. Indonesia continúa restringiendo el acceso de extranjeros a la región debido a las sensibilidades con respecto a su supresión del nacionalismo de Papúa.

## Historia
El diciembre de 1949, al final de la Revolución Nacional de Indonesia, el gobierno de Países Bajos acordó reconocer la soberanía de Indonesia sobre los territorios de las antiguas Indias Orientales Neerlandesas, con la excepción de Nueva Guinea Occidental, que los Neerlandeses continuaron administrando como Nueva Guinea Holandesa. El gobierno nacionalista de Indonesia argumentó que era el estado sucesor de todas las Indias Orientales Neerlandesas y quería acabar con la presencia colonial neerlandesa en el archipiélago. El gobierno neerlandés argumentó que los papúes eran étnicamente diferentes y que continuaría administrando el territorio hasta que fuera capaz de obtener la autodeterminación. A partir de 1950, las potencias occidentales y los neerlandeses acordaron que los Papúanos deberían recibir un estado independiente, pero debido a consideraciones globales, principalmente la preocupación de la administración Kennedy de mantener a Indonesia de su lado de la Guerra Fría, Estados Unidos presionó a los neerlandeses para sacrificar la independencia de Papúa y transferir el territorio a Indonesia.
En 1962, los neerlandeses acordaron entregar el territorio a la administración temporal de las Naciones Unidas, firmando el Acuerdo de Nueva York, que incluía una disposición de que se celebraría un plebiscito antes de 1969. Los militares indonesios organizaron esta votación, denominada Acta de Libre Elección en 1969 para determinar los puntos de vista de la población sobre el futuro del territorio. El resultado fue a favor de la integración en Indonesia. En violación del Acuerdo entre Indonesia y Países Bajos, la votación fue un espectáculo en presencia del ejército indonesio, y solo involucró a 1025 personas seleccionadas a mano que se vieron obligadas bajo amenazas a votar por la integración, mucho menos del 1% de la población elegible para votar. La legitimidad de la votación es por lo tanto disputada por activistas de la independencia que protestan por la ocupación militar de Papúa por Indonesia. Indonesia es regularmente acusada de abusos contra los derechos humanos. Incluyen ataques contra civiles simpatizantes de la OPM y personas encarceladas que izan la bandera independentista por traición.
En 1965 tras la integración administrativa a Indonesia, sin consultar a los pobladores, de la mitad occidental de la isla ocurrida dos años antes, se formó el OPM liderado por los exiliados Elkie Bemei y el "general de brigada" Seth Rumkorem, alzándose en armas en 1969 tras la integración formal del territorio a Indonesia de forma definitiva. El conflicto continuó con baja intensidad hasta el período 1976-1978 en que se alcanzó una gran violencia, ya que el OPM había tomado el control de varias regiones del territorio, forzando a la llegada de tropas indonesias entre abril y mayo de 1977, la ofensiva del gobierno reduce al OPM a unos pocos cientos de rebeldes durante los años ochenta. Dicho período costó la vida de al menos 3.500 personas. Posteriormente el OMP logró reorganizarse y a inicios de los 2000s volvió a incrementarse la violencia.
A través del programa de transmigración, que desde 1969 incluye la migración a Papúa, aproximadamente la mitad de los 2,4 millones de habitantes de Papúa nacieron en Java. los matrimonios interraciales aumentaron y la descendencia de "transmigrantes" ha llegado a reflejarse como "papú" en relación con el grupo étnico de sus padres. Para 2010, 13.500 refugiados papúes vivían en el exilio en la vecina Papúa Nueva Guinea (PNG) y, ocasionalmente, los combates se extienden por la frontera. Como resultado, la Fuerza de Defensa de Papúa Nueva Guinea ha establecido patrullas a lo largo de la frontera occidental de PNG para evitar la infiltración de la OPM. Además, el gobierno de PNG ha estado expulsando a los "cruzadores de la frontera" residentes y haciendo una promesa de no actividad anti-indonesia como condición para la estancia de los migrantes en PNG. Desde fines de la década de 1970, la OPM ha realizado represalias como "amenazas contra los proyectos empresariales de PNG y políticos para las operaciones de la Fuerza de Defensa de Papúa Nueva Guinea contra la OPM". La Fuerza de Defensa de Papúa Nueva Guinea ha realizado patrullas fronterizas conjuntas con Indonesia desde la década de 1980, aunque las operaciones de la Fuerza de Defensa de Papúa Nueva Guinea contra el OPM son "paralelas".